# Dejad que las niñas se acerquen a mí
Dejad que las niñas se acerquen a mí es la tercera canción del primer álbum oficialmente grabado por Hombres G, cuyo nombre es también Hombres G. Tanto la música como la letra son de David Summers, aunque una parte de la melodía de la canción es idéntica a la del tema Don't Worry Baby de The Beach Boys.
La canción fue versionada por el grupo de rock español Mojinos Escozíos. Esta versión forma parte del disco Voy a pasármelo bien: Tributo a Hombres G, de 2003, un disco en el cual varios artistas y grupos españoles versionaron canciones de Hombres G.
- Datos: Q5555271